# Супердиск
«Супердиск» — третий студийный альбом группы «Н. О. М.» (Неформальное Объединение Молодежи), записанный в январе 1992 года на студии ЛДМ (Ленинградского Дворца Молодежи), и вышедший в 1992 году. «Супердиск» является последним виниловым релизом группы «НОМ» на сегодняшний день. Первый альбом группы, в котором звучат песни с наличием обсценной лексики.

## Об альбоме
Работа над альбомом началась в конце 1991 года, а завершилась лишь к концу 1992 года. Для обложки альбома использовано фото работы Т. Гриба, сделанное в 1990-м году. На презентации «Супердиска» в мае 1993 года музыканты выглядели совершенно иначе (Д. Тихонов, А. Кагадеев и И. Турист к моменту выхода пластинки отрастили длинные волосы).
В 2002 году увидел свет второй официальный «The Best» НОМ-15. 1987—2002. Альбом «Супердиск» представлен на нём песнями «Нина» и «Город».

## Песни
Композиции «Нина», «Перерыв на обед», «Город», «Черт Иваныч», «Душа и череп», «Песня неженатого парня» и «Скотинорэп» в оригинальных альбомных версиях включены в первый официальный «The Best» Ultracompact, выпущенный в 1995 году.
Пять из 11 песен альбома (Нина, Город, Душа и череп, Песня неженатого парня, Колыбельная) были экранизированы и клипы на них впоследствии вошли в официальные видео-релизы группы: Хозяева СССР или обезьянье рыло — 1994 и Relics 1 — 2007.

## Список композиций
1. Нина
2. Живое (Д.Тихонов)
3. Перерыв на обед (А.Кагадеев)
4. Город (Д.Тихонов)
5. Черт Иваныч
6. Душа и череп (А.Кагадеев)
7. Live in porto Negoro / Your high-heeled shoes are knokin' at my heart /
8. Верлибры (А.Кагадеев)
9. Песня неженатого парня (В.Масс, М.Червинский — В.Соловьев-Седой)
10. Колыбельная (А.Кагадеев)
11. Скотинорэп

## Издания
- Тираж винилового издания — около 2000 экземпляров, тогда как на конверте тираж указан как 5000.
- 1993 — НОМ при содействии Feelee Records (LP).
- 1996 — Solyd Records (СD, Компакт-кассета).

## В записи приняли участие
- А.Кагадеев — бас, ксилофон (1), гармоника (6), вокал (3,4,7)
- С.Кагадеев — вокал
- В.Постниченко — барабаны
- Ю.Салтыков — перкуссия, вокал (7)
- Д.Тихонов — синтезаторы, вокал, перкуссия (8)
- А.Рахов — саксофон (9,11)
- А.Казбеков — гитара (9)

## Интересные факты
- Композиция «Скотинорэп» является типичной подборкой пошлых анекдотов, продекламированных Сергеем Кагадеевым под музыку.